# Orange Armenia
Orange Вірменія— телекомунікаційна компанія, один з провідних світових телекомунікаційних операторів, оператор стільникового зв'язку, а також інтернет-провайдер, у Вірменії з 2009 року. Компанія надає послуги стільникового зв'язку, широкосмугового доступу в інтернет і мобільного телебачення.
Станом на липень 2012 року мала 640 000 активних абонентів.
У 2015 році 100% акції Orange Armenia продані компанії Ucom (Universal Communications). 